# Chipre nos Jogos Olímpicos de Inverno da Juventude de 2012
O Chipre participou dos Jogos Olímpicos de Inverno da Juventude de 2012, realizados em Innsbruck, na Áustria. A delegação nacional contou com um total de um atleta, que disputou provas do esqui alpino.

## Esqui alpino
São Marinho qualificou um atleta para as disputas do esqui alpino.
Masculino
| Atleta           | Evento                   | Final     | Final         | Final         | Final         |
| Atleta           | Evento                   | Descida 1 | Descida 2     | Total         | Pos.          |
| ---------------- | ------------------------ | --------- | ------------- | ------------- | ------------- |
| Dinos Lefkaritis | Slalom masculino         | 1:02.83   | 47.62         | 1:50.45       | 34            |
| Dinos Lefkaritis | Slalom gigante masculino | 1:06.71   | Não completou | Não completou | Não completou |